# Таха, Махмуд Мухаммед
Махмуд Мохаммед Таха (араб. محمود محمد طه‎; 1909, Руфаа, Англо-Египетский Судан — 18 января 1985, Хартум, Демократическая Республика Судан) — суданский религиозный мыслитель и общественный деятель, основатель движения Братьев-республиканцев.

## Биография
Таха родился в небогатой, многодетной семье. В 1936 году окончил колледж в Хартуме, где учился на инженера. После нескольких лет работы на суданской железной дороги открыл собственную инженерную фирму. Одновременно принимал участие в суданском национально-освободительном движении. В 1945 году Таха стал одним из основателей Республиканской партии, выступавшей за независимость Судана и построение общества на началах модернизированного ислама. Неоднократно арестовывался колониальной администрацией и провел несколько лет в тюрьме. В начале 1950-х годов сформировал свое особое понимание ислама и превратил Республиканскую партию из политической организации в просветительско-пропагандистское движение Братьев-республиканцев.
Несмотря на свое название движение исходил из принципа равноправия полов, и включал в движение много женщин — как рядовых членов, так и руководителей. Сам Таха отошёл от непосредственного участия в политике, посвятив себя публичным лекциям, выступлениям в прессе и написанию книг. Все режимы, которые устанавливались в Судане в 1950—1960-е годы, рано или поздно запрещали его публичные выступления и книги, потому что Таха не вписывался в идеологические шаблоны — он выступал против примитивного толкования ислама, как у Братьев-мусульман, против арабского национализма, как у Джафара Нимейри, за мирное сосуществование с Израилем.
Напряжённость в отношениях с властями достигла апогея в 1983 году, когда Таха осудил планы введения в Судане законов шариата — он верно предчуствовал, что это лишь спровоцирует раскол страны на мусульманский Север и христианский Юг. За эту критику в мае 1983 года его и около 50 других «братьев-республиканцев» арестовали без предъявления обвинений и бросили за решётку. После их освобождения в декабре следующего года Таха сразу опубликовал памфлет против «сентябрьских законов» (президент Нимейри провозгласил Судан «исламской республикой» в сентябре 1983 года), охарактеризовав их как антиисламское искажение шариата и оскорбление суданского народа, а также призвал остановить вспыхнувшую братоубийственную войну между Севером и Югом. За это Таха снова был арестован, обвинён в вероотступничестве и приговорён к смерти через повешение. Президент Нимейри в телеобращении подтвердил приговор, и Таха был публично казнён 18 января 1985 года.

## Идейное наследие
Таха разработал своеобразный вариант политического ислама, который противостоял консервативному исламизму, распространенном как тогда, так и сегодня во многих арабских странах. Он выступал за реформирование суданского общества и новую конституцию, которая должна была бы примирить личное стремление человека к абсолютной свободе с потребностью в настоящей социальной справедливости. По Тахе, Судан должен был быть президентской, федеративной, демократической и социалистической республикой. Этого политического идеала по его мнению лучше всего можно достичь не через марксизм или либерализм, а через ислам в его первозданной форме, незапятнанной компромиссами с консервативными элементами. Этот настоящий ислам отрицает дискриминацию женщин и людей иной веры, утверждает равенство и свободу всех людей.
Переосмысливая ислам, Таха ввел различение между периодом, когда пророк Мухаммед проповедовал в Мекке, и периодом его следующей проповеди в Медине. В Мекке пророк выступает невооруженным, он в меньшинстве; его последователи чаще всего являлись выходцами из неимущих классов, а не богачами; против него объединялись все правящие классы. Поэтому проповедь этого периода адресована всему человечеству и пропитана духом свободы. В послании Мухаммед делает упор на моральных ценностях и готов благословить всякое общественное преобразование, если оно осуществляется в пользу обездоленных. Эта проповедь призывает к отмене рабства и всех форм общественного угнетения, в частности тех форм, где их жертвами являются женщины.
В Медине же Мухаммед проповедует в ином ключе: он заключает союз с господствующими классами, которые принимают ислам, и правят с согласия господствующих классов. Как следствие, его проповедь теряет социальный смысл и ограничивается вопросами веры. Также проповедь мирного обращения неверных и мирного убеждения в правоте ислама заменяется проповедью обязательных правил, призванных жестко регламентировать жизнь, и неминуемой кары за их нарушение.
По Тахе истинное послание ислама — это послание меккского периода. Работать над его практическим воплощением в жизнь сегодня означает поддерживать борьбу угнетенных — рабочего класса и женщин.

## Произведения
- Это мой путь (1952)
- Ислам (1960)
- Значение молитвы (1966)
- Второе послание ислама (1967)
- Ближневосточная проблема (1967)
- Вопросы, стоящие перед арабским миром (1967)
- Коран, Мустафа Махмуд и современное понимание (1970)